# 全国国公立大学ボクシング大会
全国国公立大学ボクシング大会（ぜんこくこっこうりつだいがくボクシングたいかい）は、国公立大学の学生によるボクシングの大会である。

## 概略
1980年より開催。「新人スパーリングの部（2分2Rで勝敗なし）」「ジュニアの部（2分3R）」「シニアの部（3分3R）」の3部門に分けられる。
かつては参加大学の体育館で12月に開催されていたが、第30回大会は2010年4月に
関東大学リーグ戦が行われる後楽園ホールで初めて開催された。
以降，
第31回；2010.12.18＠一橋大学
第32回；2011.12.04＠東京大学駒場キャンパス
対抗戦；2012.04.02＠日野市民の森ふれあいホール
第33回；2012.12.15＠一橋大学
第34回；2013.12.01＠一橋大学
第35回；2014.12.07＠一橋大学
第36回；2015.12.13（予定）
である．